# Marie de La Roche-Guyon
Marie de La Roche-Guyon est une femme de la haute noblesse, née vers 1434 et morte en 1498. Héritière de la seigneurie de La Roche-Guyon en Vexin français et d'autres biens en Normandie, en Anjou et en pays chartrain, elle est d'abord mariée en 1448 à Michel d'Estouteville, un grand seigneur normand. Ce premier mariage est une alliance homogamique classique entre deux lignages, mais son mari s'approprie indûment et délaisse les biens de Marie, tout en ne la respectant pas.
Après son veuvage, vers 1470, elle quitte la famille d'Estouteville, laissant ses enfants, et entre en litige avec eux à propos de son douaire et de ses biens propres. Elle agit alors de manière plus autonome. Elle se remarie en 1471 avec Bertin de Silly, d'un lignage moins fortuné. Elle ne se réconcilie formellement avec ses fils aînés qu'en 1488.
Après sa mort en 1498, ses descendants issus de ses deux mariages se disputent son héritage. Pour ce procès, une enquête est rédigée en 1502, qui permet d'approcher la vie de cette femme noble qui a cherché à être autonome.

## Biographie

### Une riche héritière

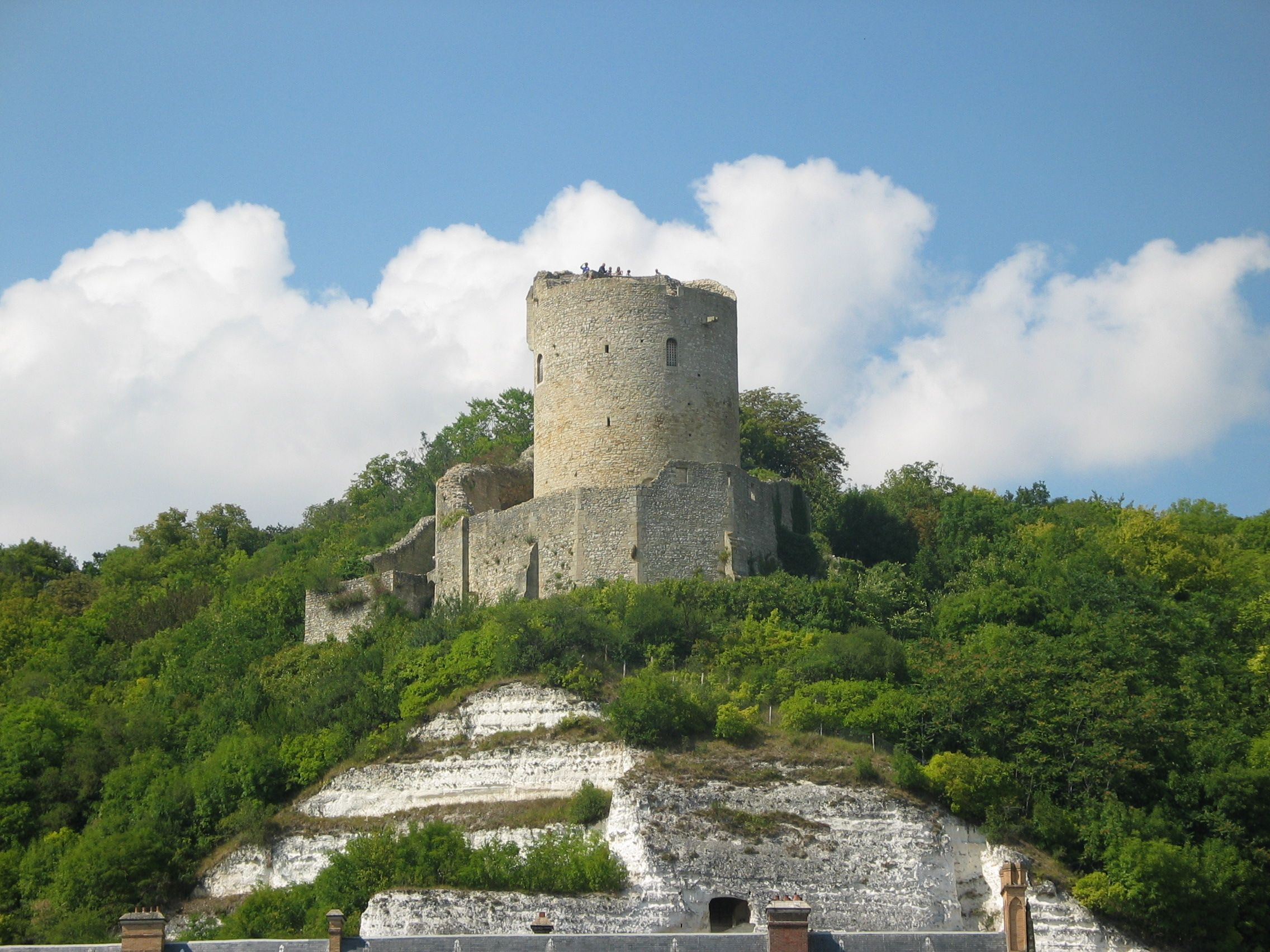
Donjon du château de La Roche-Guyon

Marie de La Roche-Guyon, née vers 1434 et morte en 1498, est la fille unique et l'unique héritière de Guy VII, seigneur de La Roche-Guyon, mort en 1459 et de Catherine Turpin de Crissé,.
Dernière de son lignage, elle est une des héritières les mieux pourvues du royaume de France. Elle possède la baronnie et châtellenie de La Roche-Guyon, forteresse sur la Seine, composée de deux châteaux. avec des arrières-fiefs dans tout le Vexin français. Les seigneurs de La Roche-Guyon exercent un droit de péage fluvial sur la Seine. En Normandie, Marie possède la vicomté et baronnie de Roncheville. En pays chartrain, elle est dame d'Auneau et de Rochefort-en-Yvelines, seigneuries héritées de sa grand-mère paternelle Perrette de La Rivière. En Anjou, elle jouit de terres héritées de sa mère Catherine Turpin : Pommerieux, Sceaux-d'Anjou, Marans etc.

### Une alliance homogamique entre deux lignages

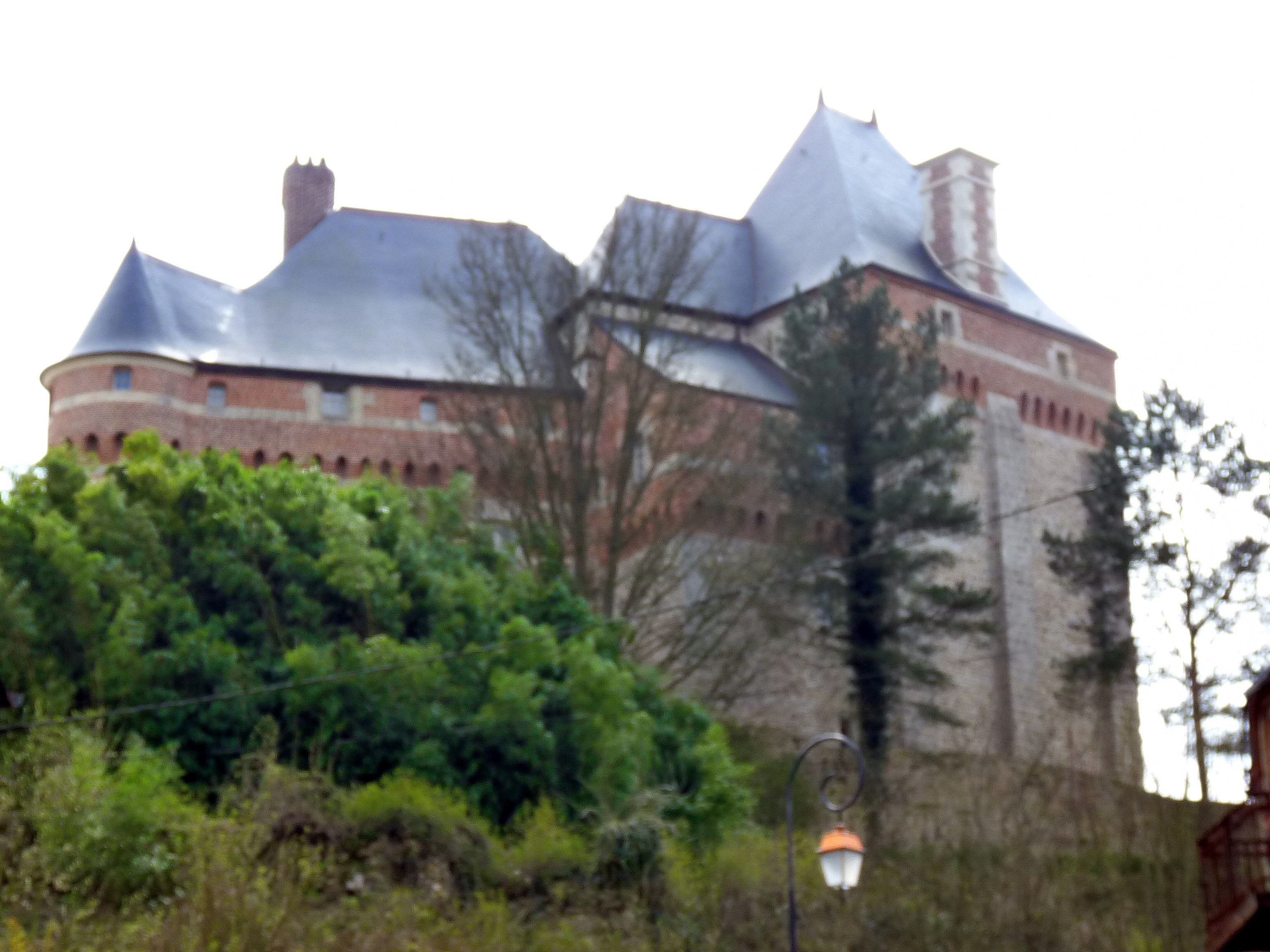
Château de Valmont

Elle est mariée le 9 février 1448, à environ 14 ans, à Michel d'Estouteville, né vers 1416 et mort en 1470, fils aîné de Louis d'Estouteville. Il s'agit d'une alliance homogamique, les deux mariés appartenant à la haute noblesse. Michel d'Estouteville est seigneur d'Estouteville et de Valmont, fiefs hérités de son père, mais aussi de Hambye, Bricquebec, Moyon, Chanteloup, Gacé et Apilly, seigneuries apportées par sa mère Jeanne Paynel. Les Estouteville possèdent des terres disséminées dans toute la Normandie.
Ce mariage suit un modèle habituellement usité dans les familles d'Estouteville, de La Roche-Guyon, Paynel et Turpin, où les alliances, homogames, sont souvent redoublées. Les deux mariés sont donc des parents éloignés. Pour les La Roche-Guyon, ce mariage a l'avantage de transférer le patrimoine a un lignage puissant, les Estoutevile, qui aura les moyens de le sécuriser.

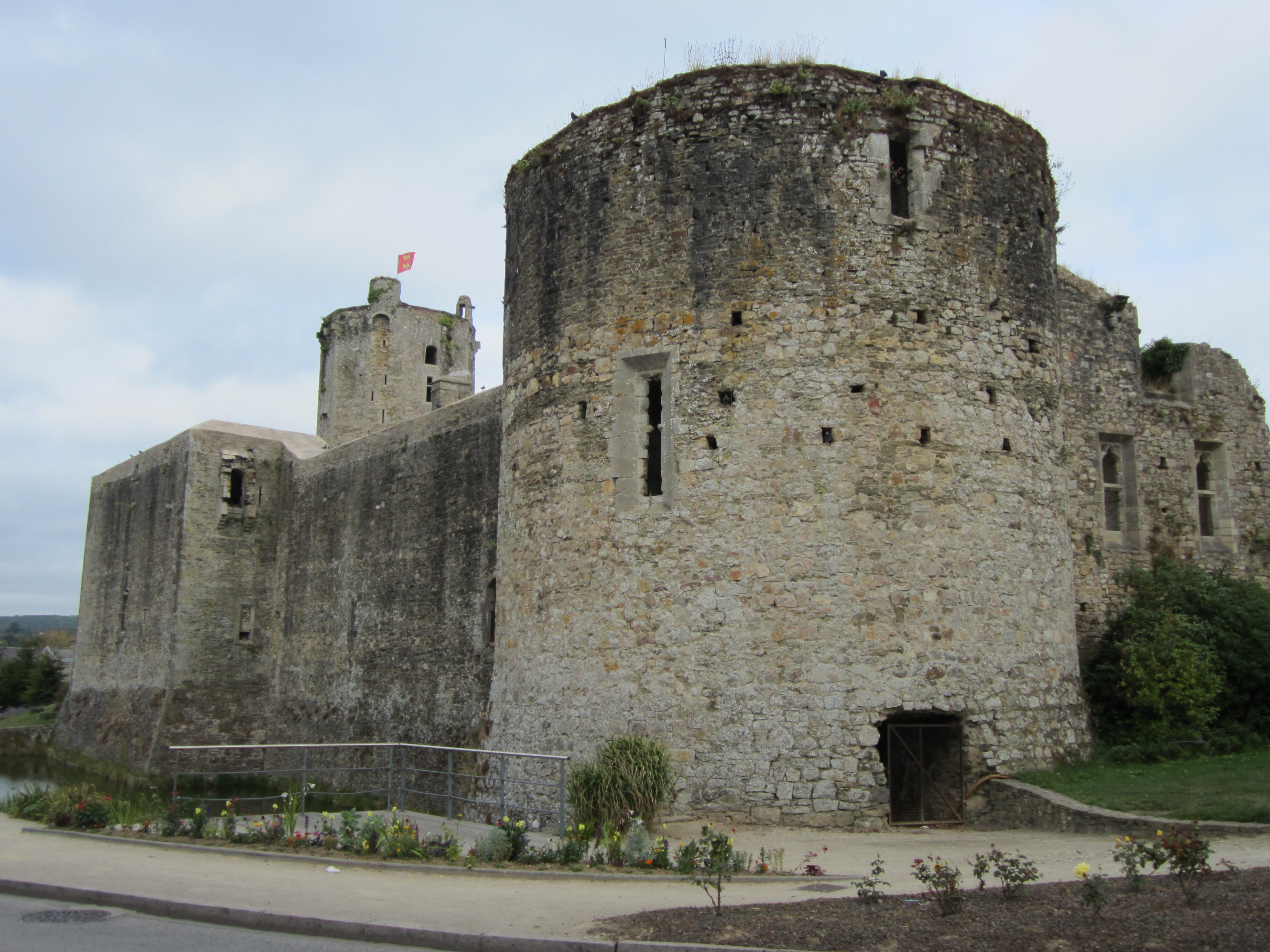
Château de Bricquebec

Marie de La Roche-Guyon et Michel d'Estouteville ont six enfants :
- Jacques d'Estouteville, né le 4 décembre 1448 à Pommerieux et mort en 1489, marié en 1480 à Jeanne d'Albret[De 1] ; il est seigneur d'Estouteville et de Valmont, conseiller et chambellan du roi et capitaine de Falaise[De 2] ;
- Guyon d'Estouteville, né vers 145? et mort en 1513, marié en 1480 à Isabelle de Croÿ[De 1] ;
- Jeanne d'Estouteville, née vers 145? et morte en 1522, marié en 1465 à Jacques des Barres[De 1] ;
- Marguerite d'Estouteville, née vers 145? mariée à François de Scépeaux[De 1] ;
- Perrette d'Estouteville, née vers 145? et morte en 1500, mariée à René de Clermont[De 1] ;
- Catherine d'Estouteville, née en 1462 et morte en 1521, mariée à Henri d'Espinay puis à Benaben de Pores[De 1].

### Une épouse spoliée et humiliée
Après le décès de Guy VII de La Roche-Guyon, Marie hérite de ses biens, et, conformément à la coutume de Normandie, Michel d'Estouteville administre ces terres au nom de sa femme. Il rend hommage au roi Charles VII pour ces seigneuries en 1460. En 1464, Marie de La Roche-Guyon reçoit aussi les terres de sa mère, Catherine Turpin et celles de sa grand-mère paternelle, Perrette de La Rivière. Là encore, elles sont gérées par son mari.
Mais Michel d'Estouteville outrepasse ses droits en s'appropriant les biens propres de sa femme. Il fait vider les châteaux de La Roche-Guyon et d'Auneau de leur or, de leur vaisselle, de leur meubles et autres objets de valeur. Ces châteaux sont laissés à l'abandon.
Après la mort de son mari, Marie dénonce son inconduite : elle l'accuse de lui avoir imposé la présence de « femmes dissolues et lubricques » qu'il entretenait. Ce comportement était semble-t-il connu, puisqu'un curé témoigne que Michel d'Estouteville « traictoit sa dicte femme tres mal comme on disoit communement audit pays ». Ce n'est pas l'infidélité qui génère le scandale mais la dénonciation par la veuve de son humiliation.
Après le décès de Michel d'Estouteville, Marie doit normalement recevoir son douaire, c'est-à-dire l'usufruit, à titre viager, de biens propres de son mari défunt, afin d'avoir des revenus propres. Or, les Estouteville, Jean de Bricquebec, frère de Michel d'Estouteville et les fils du couple, Jacques et Guy d'Estouteville refusent de délivrer son douaire à Marie, leur belle-sœur et mère. Ils n'acceptent pas non plus de lui rendre ses biens propres, dont elle doit, selon la coutume, reprendre l'administration, qu'elle avait simplement déléguée à son mari. Elle veut notamment récupérer les meubles de ses châteaux.

### Une veuve en quête d'autonomie

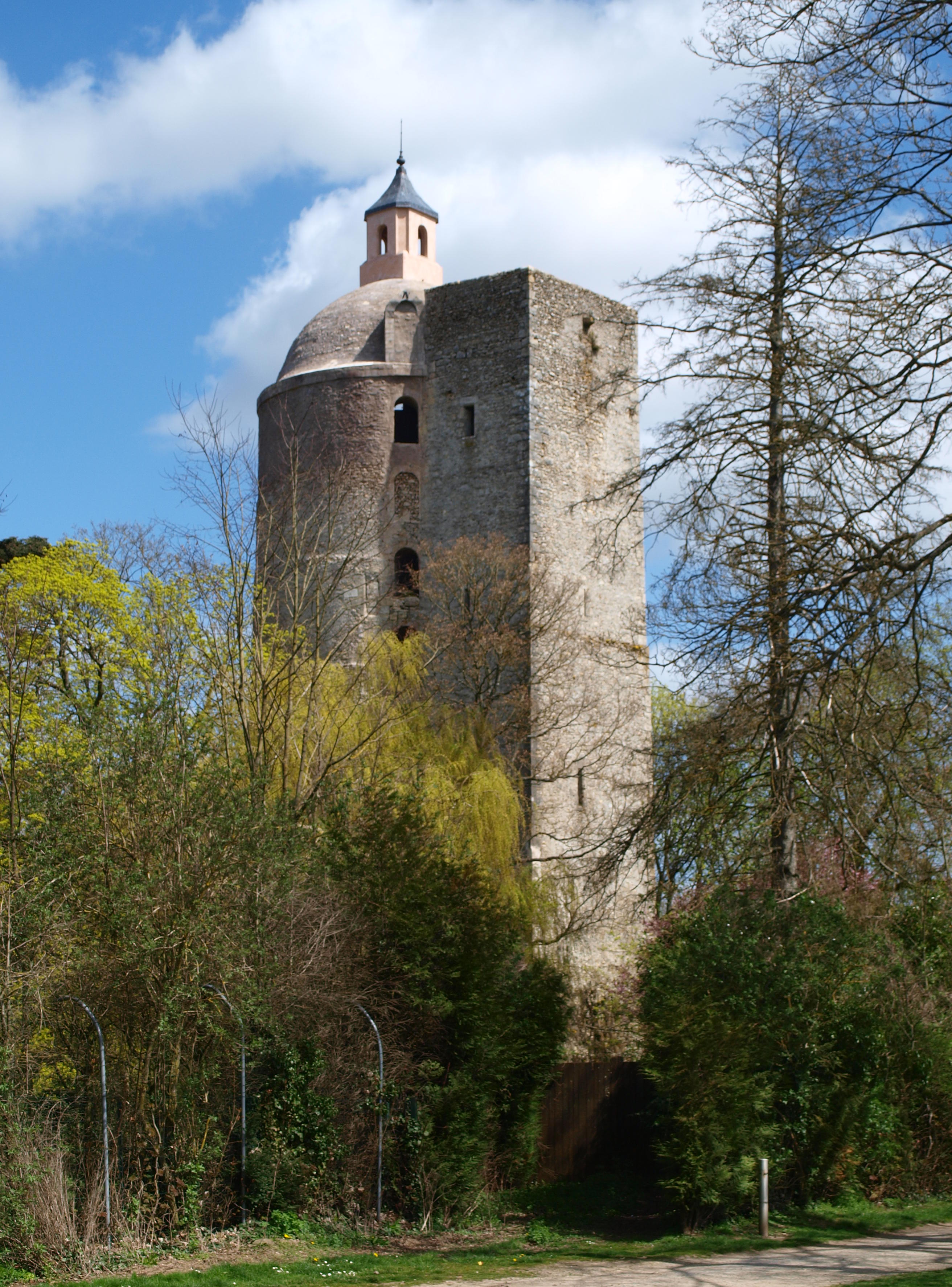
Donjon du château d'Auneau

Vers 1470, Marie de La Roche-Guyon quitte la famille d'Estouteville. Elle part du château de Hambye, se rend d'abord en Anjou puis dans ses châteaux personnels d'Auneau et de La Roche-Guyon. Son départ est un choix individuel qu'elle assume et affirme. Elle part seule, laissant derrière elle tous ses enfants, y compris ses quatre filles plus jeunes que leurs frères. Elle tente d'emmener sa plus jeune fille, Catherine, âgée d'environ sept ans, mais la famille s'y oppose. Les plus grandes filles restent avec leurs frères et oncle. Marie emporte très peu de biens. C'est sa mère, Catherine Turpin, qui vient la chercher, assure les frais des voyages vers Angers puis jusqu'à Chartres et lui prête de l'argent.
Marie rend hommage au roi pour ses châteaux personnels en 1471. Elle se méfie de ses deux fils aînés, qu'elle accuse d'avoir tenté de l'empoisonner. Ce n'est qu'en 1488 que la mère et les deux fils concluent un accord. Elle accepte officiellement de leur pardonner, mais si elle excuse l'aîné, Jacques, elle porte un jugement négatif sur le cadet, Guy. Son ressentiment dure en fait jusqu'à sa mort. Jacques et Guy d'Estouteville ont une relation particulière avec leur oncle Jean de Bricquebec, qui prend le relais de son frère Michel auprès de ses neveux après la mort de leur père. Neveux et oncle sont associés dans toutes leurs actions jusqu'à la mort de ce dernier en 1479. Ils vivent dans les mêmes châteaux et défendent les mêmes intérêts, ceux du lignage Estouteville.
En cherchant à gérer ses biens propres en tant que veuve, Marie de La Roche-Guyon se rapproche du modèle de sa mère, Catherine Turpin et de sa grand-mère maternelle, Perrette de La Rivière, toutes deux des veuves, qui de plus, ont géré les biens du lignage de leur mari. Ces femmes, épouses et mères, sont à la confluence des intérêts des différents lignages.
Au XVe siècle, une femme ne peut agir seule. Marie s'entoure de conseillers fidèles. Théoriquement, son statut de veuve lui donne le droit d'ester en justice et d'administrer ses biens propres. En 1470, elle lance une action en justice pour récupérer ses biens. En fait, même si Marie fait preuve d'une grande détermination, il est difficile de ne pas avoir un compagnon pour la soutenir et la représenter. Elle décide donc de se remarier. Cet acte la fait entrer à nouveau dans la dépendance d'un homme, mais en choisissant un époux d'un rang inférieur, elle rééquilibre en quelque sorte les rapports au sein du couple. La décision de se remarier lui appartient seule, puisque son veuvage lui donne la pleine capacité juridique.

### Un remariage hypogamique
Marie de La Roche-Guyon se remarie en 1471 avec Bertin de Silly, issu d'un lignage d'un rang inférieur, qui ne possède que des petites seigneuries, mais qui est proche du roi. Après avoir servi l'amiral de France Jean de Montauban, puis le duc d'Alençon, Bertin de Silly est alors directement au service de Louis XI. Il est bailli de Cotentin, capitaine du Pont-Douve (actuellement sur la commune de Saint-Côme-du-Mont), conseiller et chambellan du roi. Vers 1470, il devient châtelain des Ponts-de-Cé. Après le mariage, il rend hommage à Louis XI pour les seigneuries de sa femme.
Ce mariage déplaît à ses fils aînés, qui affirment que leur mère s'est remariée « sans le conseil de ses parens et amys mesmement de ses filz et a leur grand desplaisance avecques Bertin de Silly qui avoit esté son serviteur et estoit son vassal gentilhomme possedant quatre vingtz ou cent livres de rente ».
Il s'agit donc d'un mariage hypogamique. L'hypogamie des héritières nobles n'est pas si rare à cette époque. Mais pour les fils aînés de Marie de La Roche-Guyon, le remariage de leur mère pose un double problème : non seulement l'alliance est hypogamique, mais elle remet en cause la réunion des biens de leurs deux parents dans le lignage d'Estouteville, les biens propres de Marie de La Roche-Guyon risquant de passer à la famille de Silly. De plus, par ce mariage, Marie adopte une stratégie individuelle, en rupture avec les normes habituelles puisqu'elle ne respecte pas les intérêts du lignage auquel son premier mariage l'a rattachée, les Estouteville. En somme, ce second mariage est l'antithèse du premier.
À l'opposé du premier mari, Bertin de Silly apparaît comme un bon gestionnaire des biens de Marie. Il fait faire les travaux nécessaires dans les châteaux et obtient du roi l'autorisation d'organiser deux foires annuelles et deux marchés hebdomadaires à La Roche-Guyon puis l'érection d'un grenier à sel dans cette bourgade. Il se montre attentif aux besoins de sa femme, qui semble lui vouer une réelle affection. Il a néanmoins des enfants illégitimes avec une femme qui est au service de Marie de La Roche, Jacqueline de Vesony, avec qui il se remarie après le décès de Marie en 1498.

### La querelle de deux lignages

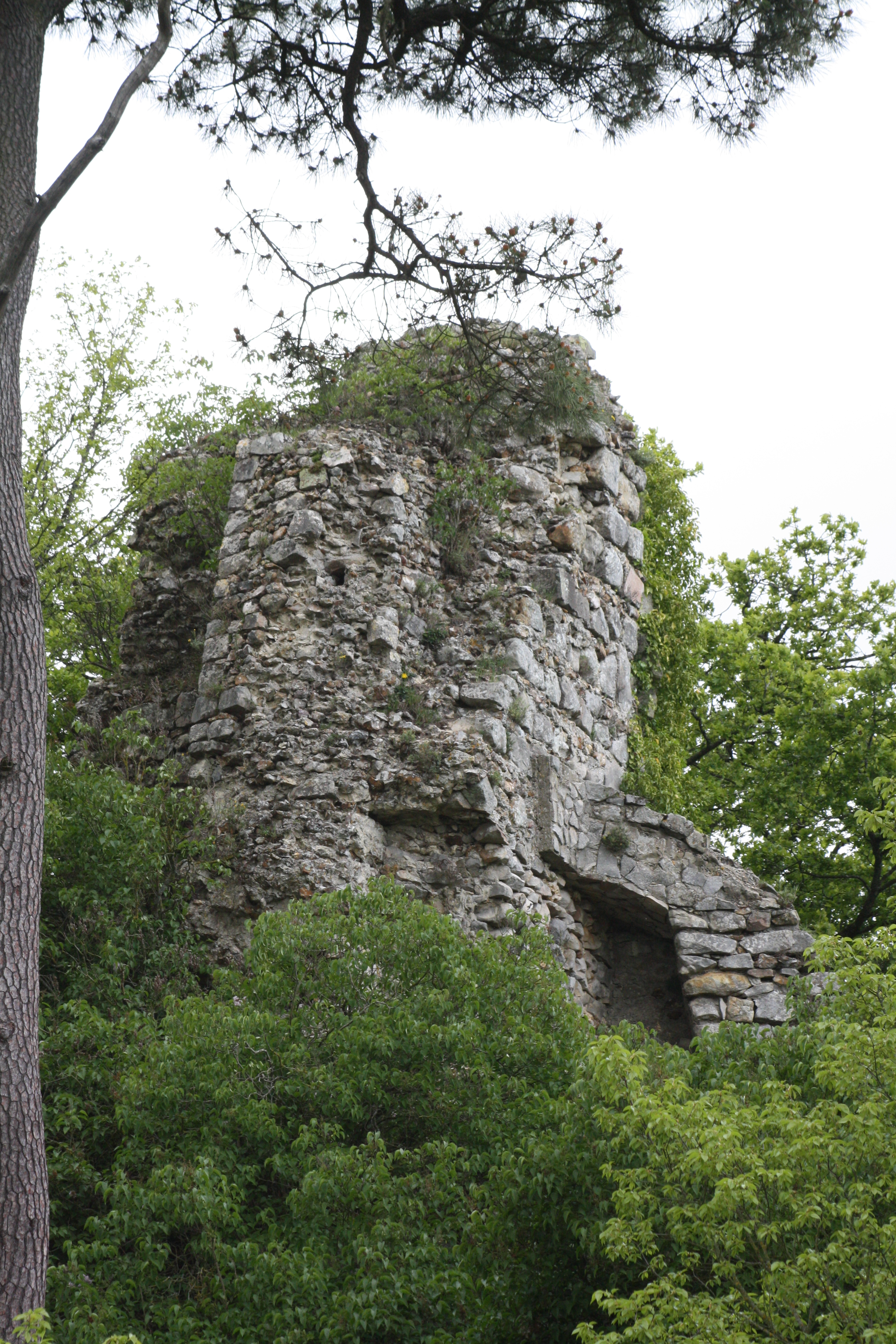
Ruines de la tour Sud du château de Rochefort-en-Yvelines

Marie de La Roche-Guyon et Bertin de Silly ont trois enfants :
- Louis de Silly peut-être né en 1472 et peut-être mort en 1500 ;
- Jacques de Silly, né vers 147? et mort en 1513 ;
- Charles de Silly, né vers 1477 et mort en 1518, marié à Philippine de Sarrebruck-Commercy[De 1], dame de Commercy[5].

En 1488, Bertin de Silly et Marie de La Roche-Guyon concluent un accord avec les fils aînés de cette dernière, Jacques et Guy d'Estouteville. Plus que Marie, c'est surtout Bertin de Silly qui pousse à cette transaction, qui lui permet de sauvegarder les intérêts de ses enfants, nés du second mariage de Marie. Les fils Estouteville reconnaissent devoir à leur mère dix-huit années d'arriérés de son douaire, à un montant inférieur à celui qu'elle réclame. Ils admettent qu'elle possède légitimement La Roche-Guyon, Auneau, Rochefort et d'autres seigneuries, qui reviendront en usufruit à sa mort à son mari Bertin de Silly, et dont leurs frères utérins de Silly pourront hériter. Il est prévu qu'ils recevront à la mort de leur mère la seigneurie de Roncheville et d'autres terres. Cet accord semble mettre définitivement fin au différend.

Blason des Silly, comtes de La Roche-Guyon

Marie de La Roche-Guyon meurt en 1498. Elle est inhumée dans le prieuré de La Roche-Guyon dans un tombeau surmonté d'un gisant. Cette tombe est transférée vers 1780 dans l'église paroissiale de La Roche-Guyon puis détruite pendant la Révolution française. Il n'en reste presque plus rien aujourd'hui, à part quelques fragments exposés dans la galerie de la chapelle du château de La Roche-Guyon.
Après la mort de Marie, Bertin de Silly devient usufruitier de ses biens au nom de ses enfants. Toutefois, dès 1498, Guy d'Estouteville demande la restitution de certaines terres, pour lui et les enfants de son frère Jacques décédé en 1489. Il affirme notamment qu'ils ont été obligés d'accepter la transaction de 1488, dont il conteste la validité. Une bataille juridique s'engage pour l'héritage de Marie entre les frères utérins survivants, Guy d'Estouteville d'un côté face à Jacques et Charles de Silly de l'autre. Finalement, la terre d'Auneau est partagée tandis que la seigneurie de La Roche-Guyon reste à la famille de Silly.

### Les limites de l'autonomie d'une femme
C'est de cette procédure que découle l'enquête de 1502 qui permet d'éclairer la vie de Marie de La Roche-Guyon d'une lumière assez rare pour une femme de cette époque. Il s'agit d'une source exceptionnelle, qui permet de s'intéresser aux questions de droit concernant les femmes et leur autonomie ainsi que les rapports dans le couple,.
Marie de La Roche-Guyon apparaît comme une femme victime de la violence de son premier mari, puis de ses fils et de son beau-frère, mais également comme une mère dure avec ses grands fils. Selon Laurent Marien, elle est « rarement dans une situation favorable dans le cadre social comme dans le cadre judiciaire ». Pourtant, Michelle Bubenicek considère qu'« elle se défend fort bien ; loin de se révéler faible, elle fait plutôt figure de forte femme. ». Selon Christiane Klapisch-Zuber cette affaire « révèle les capacités d’action mais aussi les limites posées à l’autonomie d’une femme qui pourtant appartenait à la classe dominante ».